# 移動都市/モータル・エンジン
『移動都市/モータル・エンジン』（いどうとしモータルエンジン、Mortal Engines）は、2018年のニュージーランドのSFアクション冒険映画。監督はクリスチャン・リヴァース、出演はヒューゴ・ウィーヴィング、ヘラ・ヒルマー、ロバート・シーハン、ジヘ、ローナン・ラフテリー、レイア・ジョージ、パトリック・マラハイド、スティーヴン・ラングなど。フィリップ・リーヴの小説『移動都市』を基にフラン・ウォルシュ、フィリッパ・ボウエン、ピーター・ジャクソンが脚本を執筆し、車輪が取り付けられた移動型都市同士が争うポスト・アポカリプス、スチームパンク的な世界を舞台とした物語となっている。

## ストーリー
世界を60分で崩壊させた戦争から数百年、人々は荒廃した土地に資源を求め都市を移動させながら生活していた。
そんな移動都市の頂点である巨大都市ロンドンで、史学士見習いのトムはある日ロンドンに「喰われた」小さな採掘都市から紛れ込んだ1人の女性と出会う。

## キャスト
※括弧内は日本語吹替
- ヘスター・ショウ - ヘラ・ヒルマー[10]（石川由依[11][12]）
- トム・ナッツワーシー - ロバート・シーハン[13]（島﨑信長[11][12]）
- サディアス・ヴァレンタイン - ヒューゴ・ウィーヴィング[14]（大塚芳忠[11][12]）
- アナ・ファン - ジヘ（英語版）[15]（朴璐美[11][12]）
- ベヴィス・ポッド - ローナン・ラフテリー（英語版）[13]（下野紘[11][12]）
- キャサリン・ヴァレンタイン - レイラ・ジョージ[15]（嶋村侑[11][12]）
- マグナス・クローム - パトリック・マラハイド[16]（銀河万丈[11][12]）
- シュライク - スティーヴン・ラング[15]（大塚明夫[11][12]）
- チャドリー・ポムロイ - コリン・サーモン[16]（楠大典[11][12]）
- ヴァンブレイス - マーク・ミッチンソン（英語版）（野川雅史[12]）
- キャプテン・コーラ - レゲ＝ジャン・ペイジ[16]（津田健次郎[11][12]）
- サスヤ - メニク・グーンラタン（井上麻里奈[11][12]）
- ヤスミナ・ラシード - フランキー・アダムズ（英語版）（大津愛理[12]）
- ニルス・リンドストローム - レイファー・シグルダルソン（辻井健吾[12]）
- トア・ヘケ - カーン・ウェスト（金城大和[12]）
- ハーバート・メリファント - アンドリュー・リーズ（英語版）（濱野大輝[12]）
- クライティ・ボッツ - ソフィー・コックス（田辺留依[12]）
- クワン総督 - キー・チャン（沢木郁也[12]）
- トゥイクス博士 - サラー・パース（英語版）（宮寺智子[12]）
- スティグウッド - マーク・ハドロウ（英語版）（天田益男[12]）
- パンドラ・ショウ - カレン・ピストリアス（英語版）（寺依沙織[11][12]）
- ブルガー - ジョエル・トベック（英語版）（山本満太[12]）
- アーケンガース教授 - テリー・ノリス（豊富満[12]）
- 航法長 - カルム・ギッティンズ（丸山智行[12]）
- レイランド - ピーター・ロウリー（英語版）（浦山迅[12]）
- レイランド夫人 - ミーガン・エドワーズ（堀越真己[12]）
- ゲンチ - アーロン・ジャクソン（関口雄吾[12]）
- ピュージー - ステファン・ウレ（栗田圭[12]）
- ピアポイント - ナサニエル・リーズ（英語版）（小林達也[12]）
- デ・グロート - ポール・イエーツ（藤井隼[12]）
- ディートリッヒ - ポール・イエーツ（真木駿一[12]）
- 女教師 - エリザベス・ホーソーン（英語版）（山咲しづ香[12]）
- 係員1 - ロイデン・デイヴィス（佐久間元輝[12]）
- メドゥーサの声 - リンダ・レスター（今泉葉子[12]）

## 製作
2009年12月、ニュージーランドの映画人であるピーター・ジャクソンがフィリップ・リーヴの小説『移動都市』の映画化企画に着手したことが報じられた。2016年10月24日、これが長編映画監督デビューとなるクリスチャン・リヴァースにより製作が始まった。脚本はピーター・ジャクソン、フラン・ウォルシュ、フィリッパ・ボウエンが執筆し、メディア・ライツ・キャピタルとユニバーサル・スタジオが資金を調達した。撮影開始は2017年3月と予定された。
2017年2月、ロバート・シーハンが主役、ローナン・ラフテリーが脇役、ヘラ・ヒルマーが女主役でキャスティングされた。2017年月、スティーヴン・ラング、ジヘ、新人のレイア・ジョージといった新キャストが発表された。2017年4月、ヒューゴ・ウィーヴィング、パトリック・マラハイド、コリン・サーモン、レゲ＝ジャン・ペイジがさらに加わった。またリチャード・アーミティッジにもオファーがあったが、スケジュールの都合により断念された。
主要撮影は2017年4月にニュージーランドのウェリントンのストーン・ストリート・スタジオで始まり、同年7月に完了した。

## 公開
米国ではユニバーサル・ピクチャーズ配給で2018年12月14日に公開された。

## 作品の評価
Rotten Tomatoesによれば、批評家の一致した見解は「『移動都市/モータル・エンジン』は目を引く特殊効果には事欠かないが、この未来的なファンタジーを十分に映画的に燃焼させるにはハイオクな物語性の燃料が足りない。」であり、186件の評論のうち高評価は26%にあたる48件で、平均点は10点満点中4.90点となっている。
Metacriticによれば、33件の評論のうち、高評価は5件、賛否混在は20件、低評価は8件で、平均点は100点満点中44点となっている。